# Ro Laren
Ro Laren is een personage uit het Star Trek universum, uit de sciencefictionserie Star Trek: The Next Generation.
Ro Laren is van het Bajoraanse ras en ze wordt, naar Bajoraans gebruik, eerst met haar achternaam (Ro) en vervolgens haar voornaam (Laren) aangesproken. De rol van Ro Laren wordt gespeeld door de Amerikaanse actrice Michelle Forbes.

## Ro Laren
Ro Laren werd geboren op 17 januari 2340 in een van de vele vluchtelingenkampen op Bajor tijdens de Cardassiaanse bezetting. Haar ouders waren Ro Talia en Ro Gale. Uiteindelijk ontvluchtte ze haar planeet en meldde zich in 2358 aan op de Starfleet Academie. In 2362 studeerde ze af. Daarna kwam ze te werken op het Starfleet schip USS Wellington NCC-28473. Tijdens een missie op Garon II negeerde Ro een bevel, waardoor er 8 mensen omkwamen. Ze werd veroordeeld en op Jaros II gevangengezet. In 2368 werd ze hieruit weggehaald door Admiraal Kennelly om een Bajoraanse terrorist te vangen in ruil voor volledige amnestie. Hiervoor werd ze aan boord van de USS Enterprise NCC-1701D gestationeerd. Na de missie vroeg kapitein Jean-Luc Picard haar om dienst te nemen op zijn schip. Na wat strubbelingen raakte ze bevriend met diverse bemanningsleden van de Enterprise, waaronder Guinan, William T. Riker en Geordi La Forge. Net nadat ze was gepromoveerd tot luitenant, werd haar gevraagd te infiltreren in de Maquis, een rebellengroep die tegen de Cardassianen streed. Ze raakte zo verbonden met de rebellen, dat ze naar hen overliep.